# Copa del Món de Futbol de 1958 - Grup 3
El Grup 3 de la Copa del Món de Futbol 1958, disputada a Suècia, estava compost per quatre equips, que s'enfrontaren entre ells amb un total de 6 partits. Els dos millors classificats passaren a jugar la segona fase, els quarts de final. En cas d'empat entre dos seleccions es disputà un partit de desempat.

## Integrants
El grup 3 està integrat per les seleccions següents:
| Suècia | Hongria | Gal·les | Mèxic |
| ------ | ------- | ------- | ----- |

## Classificació
| Pos | Equip   | PJ | PG | PE | PP | GF | GC | GR    | Pts | Classificació                      |
| --- | ------- | -- | -- | -- | -- | -- | -- | ----- | --- | ---------------------------------- |
| 1   | Suècia  | 3  | 2  | 1  | 0  | 5  | 1  | 5,000 | 5   | Avança a la segona fase            |
| 2   | Hongria | 3  | 1  | 1  | 1  | 6  | 3  | 2,000 | 3   | Van disputar un partit de desempat |
| 3   | Gal·les | 3  | 0  | 3  | 0  | 2  | 2  | 1,000 | 3   | Van disputar un partit de desempat |
| 4   | Mèxic   | 3  | 0  | 1  | 2  | 1  | 8  | 0,125 | 1   |                                    |

## Partits

### Suècia vs Mèxic
| Suècia                                 | 3–0     | Mèxic |
| -------------------------------------- | ------- | ----- |
| Simonsson 17', 64' · Liedholm 57' (p.) | Informe |       |

### Hongria vs Gal·les
| Hongria   | 1–1     | Gal·les        |
| --------- | ------- | -------------- |
| Bozsik 5' | Informe | J. Charles 27' |

### Mèxic vs Gal·les
| Mèxic        | 1–1     | Gal·les          |
| ------------ | ------- | ---------------- |
| Belmonte 89' | Informe | I. Allchurch 32' |

### Suècia vs Hongria
| Suècia          | 2–1     | Hongria   |
| --------------- | ------- | --------- |
| Hamrin 34', 55' | Informe | Tichy 77' |

### Suècia vs Gal·les
| Suècia | 0–0     | Gal·les |
| ------ | ------- | ------- |
|        | Informe |         |

### Hongria vs Mèxic
| Hongria                                    | 4–0     | Mèxic |
| ------------------------------------------ | ------- | ----- |
| Tichy 19', 46' · Sándor 54' · Bencsics 69' | Informe |       |

### Partit de desempat: Gal·les vs Hongria
| Gal·les                       | 2–1     | Hongria   |
| ----------------------------- | ------- | --------- |
| I. Allchurch 55' · Medwin 76' | Informe | Tichy 33' |